# شاهزاده فردیناند آستوریاس
شاهزاده فردیناند آستوریاس (انگلیسی: Ferdinand, Prince of Asturias) پسر فیلیپ دوم (اسپانیا) بود که در ۶ سالگی مرد.